# Wapen van Veenwouden

Wapen van Veenwouden

Het wapen van Veenwouden is het dorpswapen van het Nederlandse dorp Veenwouden, in de Friese gemeente Dantumadeel. Het wapen werd in 1990 geregistreerd.

## Beschrijving
De blazoenering van het wapen luidt als volgt:
In goud een toren van keel, gedakt van azuur, met een gesloten poort en vijf vensters, in de bovenste schildhoeken vergezeld van een elzenblad van sinopel; en een schildvoet geschaakt van zilver en sabel van vijf rijen van zeven balken.
De heraldische kleuren zijn: goud (goud), keel (rood), azuur (blauw), sinopel (groen), zilver (zilver) en sabel (zwart).

## Symboliek
- Schildvoet: de geblokte schildvoet duidt op de aanwezigheid van veen.[3]
- Elzenbladeren: verwijzen naar de ligging van het dorp in de Friese Wouden. Het aantal twee staat voor de voormalige dorpen Eslawald en Sint Johanneswald waaruit Veenwouden ontstaan is.[3]
- Stins: beeldt de Schierstins in het dorp uit.[3]
- Kleurstelling: overgenomen van het wapen van Dantumadeel.[3]

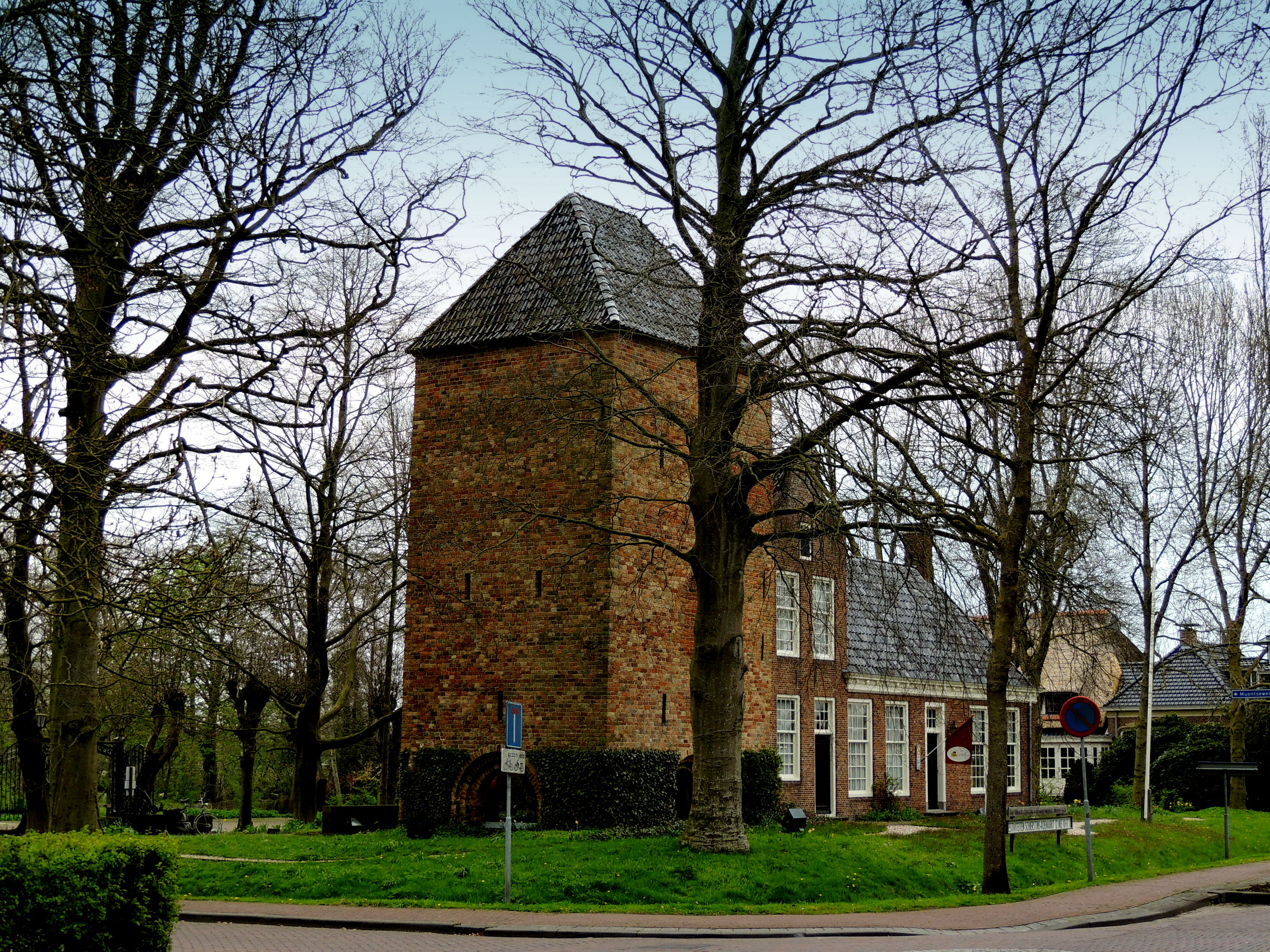
De Schierstins in Veenwouden.
Het wapen van Dantumadeel.

## Zie ook

Vlag van Veenwouden